# 미셸 판
미셸 판(Michelle Phan, 1987년 4월 11일 ~ )은 미국의 분장사, 사업가, 성우이다. 2015년 포브스 "30세 이하의 30인 아트 스타일 부분"에 선정된 30인 중 하나이다. 유튜브로도 활동도 하고 있으며 많은 구독자수를 보유하고 있다.